# ディロン・ヘッド
ディロン・ヘッド（Dillon Head, 2004年10月11日 - ）は、アメリカ合衆国イリノイ州クック郡出身の野球選手（外野手）。左投左打。

## 経歴
2023年のMLBドラフト1巡目(全体25位)でサンディエゴ・パドレスから指名された。